# Laytown
Laytown (irl. An Inse) – wieś w hrabstwie Meath w Irlandii, położona jest przy drodze R150 nad Morzem Irlandzkim.

## Wyścigi konne

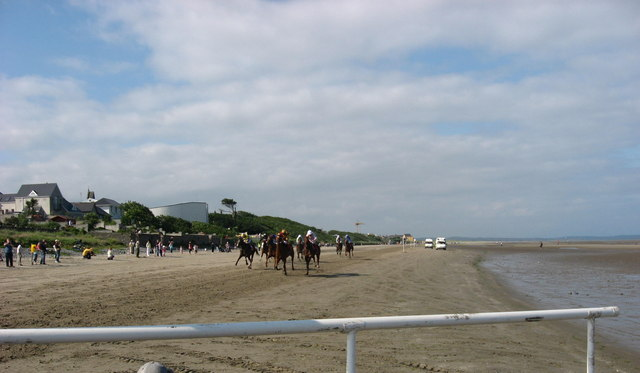
Wyścigi konne na plaży

W Laytown odbywają się jedyne w Europie oficjalne uznawane wyścigi konne, gdzie torem jest piaszczysta plaża. Ten coroczny wrześniowy wyścig odbywa się w czasie odpływu na długości 6–7 furlongów, tj. ok. 1200–1400 m wzdłuż brzegu Morza Irlandzkiego.
Pierwszy wyścig odbył się w 1868 roku i towarzyszył rozgrywanym wówczas regatom Boyne (ang. Boyne Regatta). Początkowo wyścig odbywał się tylko wówczas gdy pozwalał na to poziom morza, tak aby regaty odbywały się podczas przypływu a wyścig konny w czasie odpływu. Jednym z pierwszych Laytown Races sędziów był Charles Stewart Parnell, jeden z najważniejszych irlandzkich polityków XIX wieku. Pod koniec XIX wieku podobne wyścigi odbywały się także w Milltown Malbay w hrabstwie Clare, w Baltray oraz w Termonfeckin. W tamtym czasie, kiedy nie było sztucznych nawierzchni odpowiednich na każdą pogodę, piaszczysta plaża była dogodnym miejscem do treningu koni przed innymi wyścigami w kraju m.in. Galway Races.